# La Maison de la flèche
Pour plus de détails, voir Fiche technique et Distribution.
La Maison de la flèche est un film franco-britannique réalisé par Henri Fescourt, sorti en 1930.

## Synopsis
Une riche Anglaise ayant été assassinée, les personnes de son entourage sont immédiatement suspectées. Elles fournissent toutefois un alibi, à l'exception de la dame de compagnie. Grâce à l'intervention d'un détective, cette dernière sera innocentée et le meurtre élucidé.

## Fiche technique
- Titre : La Maison de la flèche
- Réalisation : Henri Fescourt
- Scénario et dialogues : Pierre Maudru, d'après le roman de Alfred Edward Woodley Mason
- Photographie : Maurice Thaon
- Montage : Maurice Thaon
- Société de production : Les Établissements Jacques Haïk
- Pays d'origine :  France  Royaume-Uni
- Durée : 82 minutes
- Date de sortie : 
  - France : 12 décembre 1930

## Distribution
- Annabella : Betty
- Alice Field : Ann
- Léon Mathot : Langeac
- Henri Desfontaines : Bex
- Gaston Dupray : Jim
- Jeanne Brindeau : Mrs Harlowe
- Robert Casa : Girardot
- Max Maxudian : Boris

## Autour du film
Lieux de tournage :

Plusieurs scènes extérieures du film ont été tournées à Dijon.